# Chewelah
Chewelah az Amerikai Egyesült Államok északnyugati részén, Washington állam Stevens megyéjében elhelyezkedő város. A 2010. évi népszámlálási adatok alapján 2607 lakosa van.

## Történet
A település neve a Pend d’Oreille indiánok „sč̓ewíleʔ” („vízi-” vagy „szalagoskígyó”) szavából ered. Alice Sherwood Abrahamson leírása szerint „a Chewelah szó az indiánok »S che wee leh« ered, melynek jelentése vízi- vagy szalagoskígyó. A mai város délnyugati határán egykor egy forrás eredt, amelyet a McCrea család a felbuggyanó vízre utalva »S che wee leh« névvel illetett. A víz hullámzása a kígyók mozgására emlékeztetett.” Az európai–amerikai telepesek megérkezése előtt a térség a kaliszpel indiánok „slet̓éw̓si” („völgyi emberek”) törzsének lakóhelye volt. A terület eredeti neve a saját törzsét egy vitás eset miatt elhagyó őslakosra utaló „Fool’s Prairie” volt. A Pend d’Oreille-eket a térség többi őslakosával együtt az 1872. április 9-én létesített Colville rezervátumba kényszerítették, melynek területét 1872. június 2-án csökkentették.
Thomas és Mary Brown 1859-ben költöztek Fool’s Prairie-be. 1872. május 8-án Thomas Brown engedélyt kapott Chewelah postahivatalának létrehozására; a nevet először a két nappal korábbi megyei közgyűlési jegyzőkönyv említi. A posta 1873. február 25-én megszűnt, majd 1879-ben John A. Simms postamester vezetésével újranyitott. Chewelah 1903. február 4-én kapott városi rangot.
A helység első, protestáns temploma 1891-ben, első iskolája pedig 1869-ben nyílt meg. A Spokane Falls and Northern Railroad vasútvonala 1889-ben érte el a települést, az első katolikus templomot 1885-ben alapították, a megyei újság első száma pedig 1885 júliusában jelent meg.
Chewelah az 1870-es években agrárközpont volt; a térségben 1842-től éltek telepesek. A helység területét 1884-ben jelölték ki, az első ólom- és ezüstbányákat pedig két évvel később nyitották meg.
A helyi újságot (The Independent) William Hunter Brownlow alapította 1903-ban; ő és négy fia (Truman, Ralph, Arthur és Alex) hetente egy nyolcoldalas kiadványt jelentettek meg.
1905-ben Chewelah népessége elérte a 650 főt, a következő években pedig számos réz-, ezüst- és ólom-, valamint néhány aranybánya is nyílt a térségben; a legnagyobb mennyiségben magnezitet bányásztak. A magas hőmérsékletet is elviselő anyagból téglák, illetve kemencék vázai készültek, továbbá az első világháborúban az itt kitermelt nyersanyagból készítettek acélt, miután Ausztria többé nem tudta biztosítani a szükséges mennyiséget. 1916-ban a magnezitbánya az ország, illetve a legmagasabb hatékonyság mellett a világ legnagyobb kitermelőhelye lett; a napi kapacitás 700 tonna volt. A világháború során 800 ember dolgozott hőálló téglák előállításán.
1920-ra a lakosság száma elérte az 1600 főt, és az 1960-as évek végéig folyamatosan növekedett. 1968-ban az olcsó japán konkurencia és az acélipar változásai miatt a magnezitbányát bezárták. Chewelah legnagyobb iparágai ma a mezőgazdaság és az aktív pihenési igények kiszolgálására kiépült szolgáltatóipar.

## Éghajlat
A térségben a nagyobb mértékű hőmérséklet-ingadozás a jellemző; a nyarak melegek vagy forróak (és gyakran csapadékosak), a telek pedig hűvösek (néha kifejezetten hidegek). A város éghajlata kontinentális mediterrán (a Köppen-skála szerint Dsb).
| Hónap                         | Jan.  | Feb.  | Már.  | Ápr.  | Máj. | Jún. | Júl. | Aug. | Szep. | Okt.  | Nov.  | Dec.  | Év    |
| ----------------------------- | ----- | ----- | ----- | ----- | ---- | ---- | ---- | ---- | ----- | ----- | ----- | ----- | ----- |
| Rekord max. hőmérséklet (°C)  | 14,0  | 17,0  | 24,0  | 33,0  | 38,0 | 41,0 | 42,0 | 43,0 | 40,0  | 33,0  | 21,0  | 14,0  | 43,0  |
| Átlagos max. hőmérséklet (°C) | 1,1   | 4,9   | 9,6   | 16,4  | 20,8 | 24,6 | 30,3 | 28,8 | 24,2  | 16,4  | 7,5   | 2,7   | 15,7  |
| Átlagos min. hőmérséklet (°C) | −6,8  | −4,7  | −2,3  | 1,1   | 4,6  | 7,6  | 11,1 | 10,4 | 7,5   | 2,0   | −2,1  | −4,6  | 2,0   |
| Rekord min. hőmérséklet (°C)  | −39,0 | −39,0 | −24,0 | −11,0 | −9,0 | −3,0 | −1,0 | −2,0 | −11,0 | −17,0 | −28,0 | −36,0 | −39,0 |
| Átl. csapadékmennyiség (mm)   | 58    | 44    | 46    | 37    | 44   | 42   | 21   | 20   | 27    | 37    | 61    | 74    | 511   |
| Forrás:                       |       |       |       |       |      |      |      |      |       |       |       |       |       |

## Népesség
A 2010-es népszámláláskor a városnak 2607 lakója, 1150 háztartása és 690 családja volt. A népsűrűség 337,7 fő/km2. A lakóegységek száma 1284, sűrűségük 166,3 db/km2. A lakosok 93,1%-a fehér, 0,2%-a afroamerikai, 1,7%-a indián, 0,5%-a ázsiai,  0,7%-a egyéb, 3,7%-a pedig kettő vagy több etnikumú. A spanyol vagy latino származásúak aránya 2,8% (1,4% mexikói, 0,4% Puerto Ricó-i,  1,1% egyéb spanyol vagy latino származású.)
A háztartások 26,5%-ában élt 18 évnél fiatalabb. 44,6% házas, 11,3% egyedülálló nő, 4,1% egyedülálló férfi, 40% pedig nem család. 35,6% egyedül élt; 18,7%-uk 65 éves vagy idősebb. Egy háztartásban átlagosan 2,22 személy élt; a családok átlagmérete 2,85 fő.
A medián életkor 45,2 év volt. A város lakóinak 23%-a 18 évesnél fiatalabb, 5,6% 18 és 24 év közötti, 21,2%-uk 25 és 44 év közötti, 25,7%-uk 45 és 64 év közötti, 24,6%-uk pedig 65 éves vagy idősebb. A lakosok 46,6%-a férfi, 53,4%-a pedig nő.

## Fordítás
Ez a szócikk részben vagy egészben  a   Chewelah, Washington című angol Wikipédia-szócikk ezen változatának fordításán alapul.  Az eredeti cikk szerkesztőit annak laptörténete sorolja fel. Ez a jelzés csupán a megfogalmazás eredetét és a szerzői jogokat jelzi, nem szolgál a cikkben szereplő információk forrásmegjelöléseként.